# Chlidonophora incerta
Chlidonophora incerta är en armfotingsart som först beskrevs av Davidson 1878.  Chlidonophora incerta ingår i släktet Chlidonophora och familjen Chlidonophoridae. Inga underarter finns listade i Catalogue of Life.